# Ciudad Real
Ciudad Real là một đô thị thuộc Ciudad Real, Castile-La Mancha, Tây Ban Nha.

## Nhân vật nổi tiếng Ciudad Real
- Hernán Pérez del Pulgar (1451 - 1535), chỉ huy cuộc xâm chiếm Granada
- Manuel Marín (sinh 21 tháng 10 năm 1949)
- Fernando Luna (sinh 24 tháng 4 năm 1958)
- Manuel López-Villaseñor (1924-1996),
- Juande Ramos (sinh 1954),

38°59′B 3°56′T / 38,983°B 3,933°T